# مهدی فحص
مهدی فحص (عربی: مهدي حسن فحص؛ زادهٔ ۱۳ اکتبر ۱۹۹۴) بازیکن فوتبال اهل لبنان است.
از باشگاه‌هایی که در آن بازی کرده‌است می‌توان به اشاره کرد.
وی همچنین در تیم‌های ملی فوتبال زیر ۲۳ سال لبنان، و لبنان بازی کرده‌است.